# زيلند (مقاطعة هولندية)
زيلَند أو (نقحرة: زيلاند) (بالهولندية: Zeeland ، وتعني: 'أرض البحر'، في إشارة إلى الجزر التي تتكون منها والتي تحيط بها البحار) هي واحدة من اثني عشر مقاطعة التي تشكل مملكة هولندا. عدد السكان 381.202. المركز الإداري وأكبر مدينة في المقاطعة هي العاصمة ميديلبورخ. كباقي المقاطعات الأخرى، تدار من قبل المفوض أو المفوض المعين من قبل الملك وسلطة تشريعية منتخبة من قبل الاقتراع العام.

## البلديات

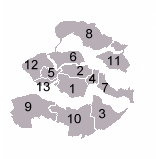
بلديات زيلند

تتكون زيلند من 13 بلدية:
- بورسله
- خوس
- هولست
- كابيله
- ميديلبورخ
- نورد- بيفيلاند
- رايميرسفال
- سخاون- داوفللاند
- سلاوس
- تيرنوزن
- تولين
- فيراه
- فليسنجن

## شخصيات معروفة من زيلند
- جان بيتر بالكنإنده ، سياسي، رئيس وزراء سابق (2002-2010)
- ويم فان هانيغيم ، لاعب كرة قدم، مدرب
- أدري كوستر ، لاعب كرة قدم، مدرب
- يان بورتفليت ، لاعب كرة قدم
- ياكوب روغيفين ، مستكشف
- بيتر زيمن ، فيزيائي

## أعلام
- هانس ارين